# 大友幸
大友 幸（おおとも みゆき）は、LIXILグループ渉外担当、日本再建イニシアティブの主任研究員兼広報統括である。広報・渉外を専門とする。

## 来歴
日本女子大学を卒業、1999年にCIMにてマーケティングディプロマを修了し、2000年にオックスフォード・ブルックス大学大学院にてMBAを取得した。
駐日英国大使館、外務省ジュネーブ代表部などを経て、アメリカ国立科学財団で国際プログラムIODPのコミュニケーション統括に就任した。その後、LIXILグループではグローバルPR、M&Aコミュニケーション、世界経済フォーラムに関わる。2015年から、シンクタンク日本再建イニシアティブに在籍出向し、人口問題の主任研究員と広報統括を兼務する。

## コラム・掲載記事
- 『プロの介護サービス、価値評価を』（日本経済新聞電子版『私見卓見』、2016年9月27日）[4]
- 『「社会問題をみんなと考えたい」大友幸さんがNPに寄せる期待』（NewsPicks、2016年9月17日）[3]
- 『Scientific Ocean Drilling: Voyage of Discovery beyond 2013』(５ページ）(Past Global Changes, 2012年2月）